# Limonia atrisoma
Limonia atrisoma är en tvåvingeart som beskrevs av Alexander 1940. Limonia atrisoma ingår i släktet Limonia och familjen småharkrankar. Inga underarter finns listade i Catalogue of Life.